# Глітер

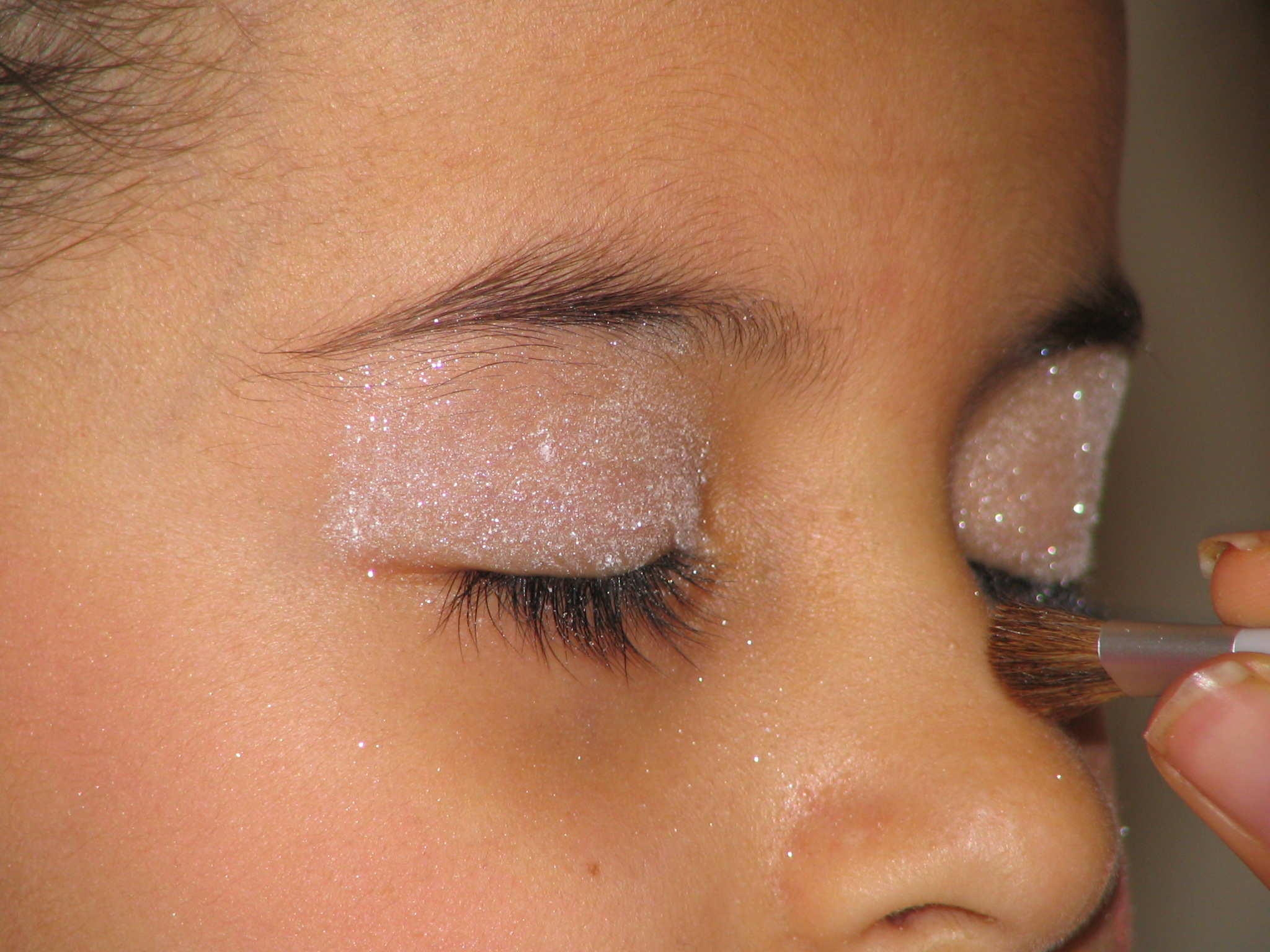
Нанесення глітера на повіки

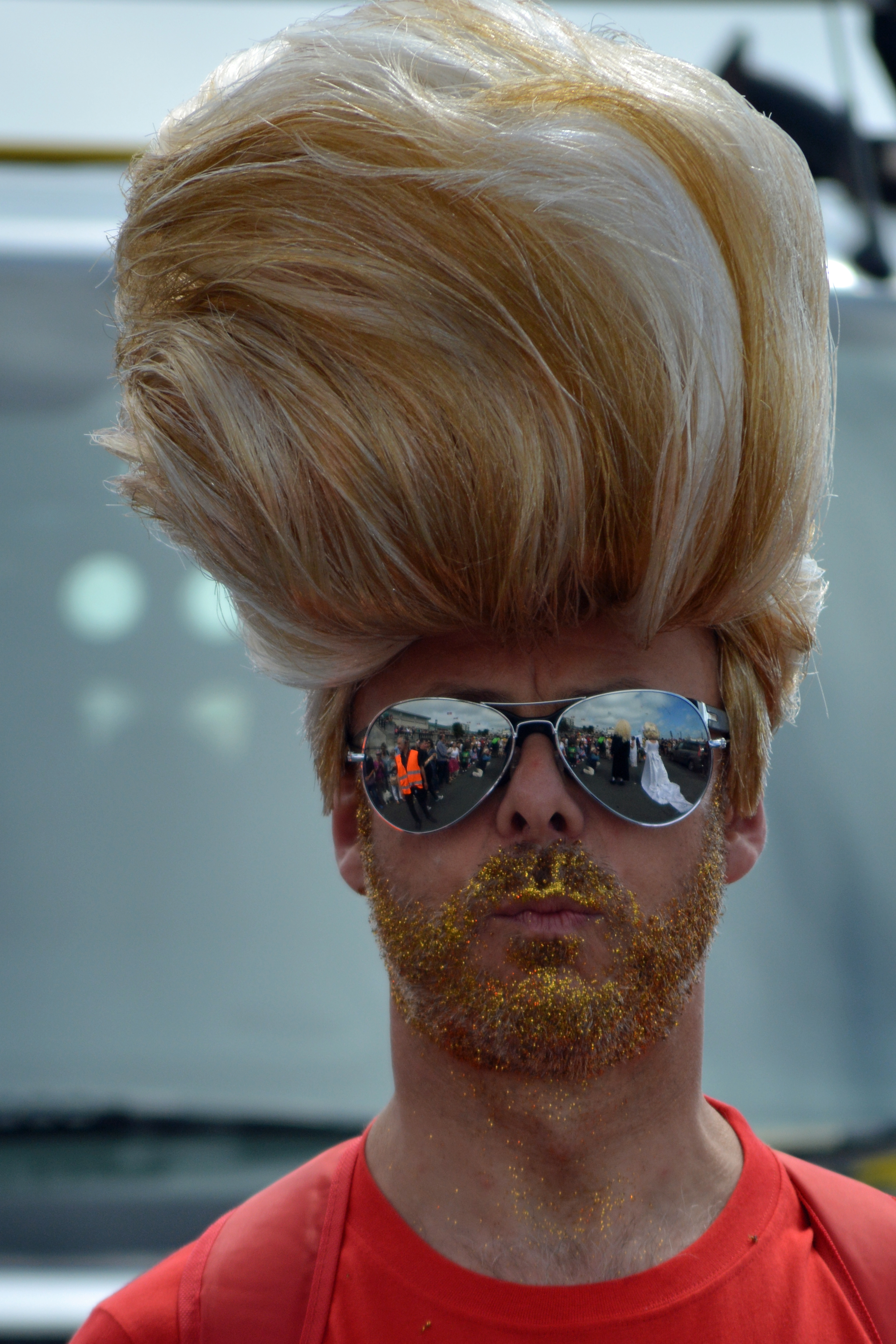
Чоловік з глітером на бороді на гей-прайді в Брайтоні

Глітер (англ.  glitter — «блищати», «сяяти») — різнокольорові декоративні, дрібно нарубані і розсипчасті блискітки. Глітер часто використовується в косметиці для створення екстравагантних або святкових макіяжів, а також наноситься на нігті як частина нейл-арту. Частинки глітера помітні неозброєним оком на шкірі й надають їй активного блиску, подібно пайєток, які виконують ту ж функцію, використовуючись на одязі і аксесуарах.
Перед використанням глітера шкіра обробляється спеціальною жирною основою, наприклад, за допомогою кремових тіней для повік. Потім глітер наноситься на оброблену ділянку за допомогою сухого пензля.
Одним з трендів 2015 року в Instagram стали фотографії з хештегом #glitterbeard, на яких чоловіки позують з нанесеним на свою бороду глітером.
Глітер також широко використовується в поліграфії. Для друку використовуються глітери розміром 50 і 200 мкм різних відтінків, наприклад золотого, срібного, бузкового, рожевого, рубіново-червоного, зеленого та інших. Лаки з доданим до них глітером також називають глітерними лаками.
Наприкінці 2017 року новозеландський еколог Тріша Фарреллі, вивчаючи вплив пластику на навколишнє середовище, закликала заборонити виробництво глітера — за аналогією із законом, який забороняє виробникам в США та Великій Британії використовувати мікрокульки з пластику в косметиці та засобах гігієни.

## Виробництво
Перше виробництво сучасного пластикового глітеру приписують американському машиністу Генрі Рушману-старшому, який знайшов спосіб вирізати листи пластику, наприклад лавсану, на глітер у 1934 році. Під час Другої світової війни скляні блискітки стали недоступні, тому Рушманн знайшов ринок для брухту пластмас, які були подрібнені на глітер. У 1943 році він придбав Meadowbrook Farm в Бернардсвіллі, штат Нью-Джерсі, де заснував Meadowbrook Inventions, Inc. для виробництва промислового глітеру. Через десятиліття він подав патент на механізм для поперечної плівки, а також на інші суміжні винаходи.
Сьогодні виготовляється понад 20 000 різновидів блискіток у величезній кількості різних кольорів, розмірів і матеріалів. За однією з оцінок, у період з 1989 по 2009 роки було придбано або виготовлено 10 мільйонів фунтів (4,5 мільйона кілограмів) блискіток, однак джерело не надає жодних доказів або орієнтирів. Комерційні блискітки мають розміри від 0,002 до 0,25 дюйма (0,05—6,35 мм) сторони. По-перше, виробляються плоскі багатошарові листи, що поєднують пластик, фарбувальні та світловідбивальні матеріали, такі як алюміній, діоксид титану, оксид заліза та оксихлорид вісмуту. Потім ці листи розрізають на крихітні частинки різних форм, зокрема квадратних, трикутних, прямокутних та шестикутних.